# In vino veritas
In vino veritas（イン・ウィーノー・ウェーリタース）とは、「酒に酔えば、人は本音や欲望を表に出す」という意味のラテン語の慣用句、諺であり、直訳すれば「酒の中に真実がある」となる。vino はワイン（を表す vīnum の奪格）を、veritas は真実を意味する。しばしば "In vino veritas, in aqua sanitas"「酒に真実あり、水に健康あり」の形で用いられる。英語圏やラテン語圏などで広く用いられる。多くの言語や文化において類似の慣用句がみられる。

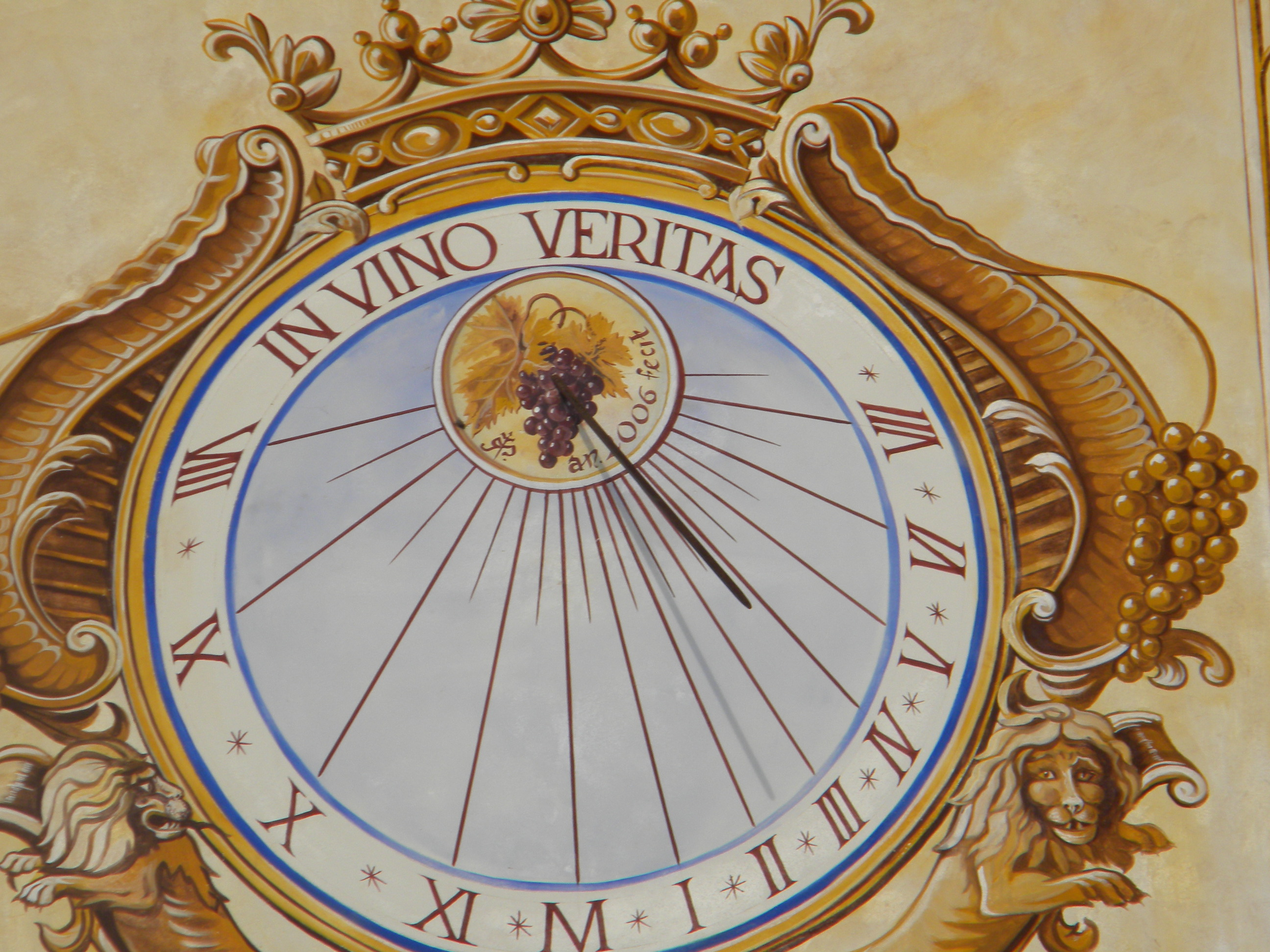
シャトー・ド・ポマールの日時計、 フランス

この語句は、オランダの人文学者エラスムスの『格言集』（Collectanea Adogiorum）に "Ἐν οἴνῳ ἀλήθεια" 「エン・オイノーイ・アレーテイア」の形でギリシア語で言及されている。ローマ帝国では、ガイウス・プリニウス・セクンドゥスの『博物誌』に似た表現が見られる。ギリシャにおいては、叙情詩人アルカイオスの詩に遡ることができる。
現代では、アルコールの効能や弊害といった飲酒の長短を総じて酒の真実と捉えることもできるが、この語句が成立した古代ギリシアに於いては、アレーテイアは真実の女神の名であり、この語句はもっぱら肯定的意味を持っていた。ヘロドトスの『歴史』によれば、ペルシア人は酒を何よりも愛しており、重要な会議は必ず酒盛りの席で行われる慣わしであった。仮にも素面の席で相談してしまった内容があったら、後日あらためて酒を飲み直して再決定する仕組みだった、とされる（『歴史』第一巻133章）。また、帝政ローマの歴史家であるタキトゥスは、ゲルマン民族の会議は酒を伴った宴会であり、彼らは酩酊することで参加者同士が隠し事をすることを防げると信じていた、と記している。

## ロシア
ロシアでは、"Что у трезвого на уме, то у пьяного на языке" 「しらふの頭の中にあるものは、酔っぱらいの舌の上にある。（酔うと余計なことまでしゃべってしまう。）」という慣用句がある。

## ペルシア語
ペルシアでは、"مستی و راستی" 「酒の真実」という慣用句がある。

## 中国語
中国では、《酒後吐真言》（拼音: jiǔhòutǔzhēnyán）「酒に酔えば、本音が出る」という言葉がある。